# Photoscotosia antitypa
Photoscotosia antitypa är en fjärilsart som beskrevs av Brandt 1941. Photoscotosia antitypa ingår i släktet Photoscotosia och familjen mätare. Inga underarter finns listade i Catalogue of Life.